# Superficie de revolución

Superficie de revolución.

Una superficie de revolución es aquella que se genera mediante la rotación de una curva plana, o generatriz, alrededor de una recta directriz, llamada eje de rotación, la cual se halla en el mismo plano que la curva. Ejemplos comunes de una superficie de revolución son:
- Una superficie de revolución cilíndrica es generada por la rotación de una línea recta, paralela al eje de rotación, alrededor del mismo; esta superficie determina un volumen denominado cilindro, que se denomina sólido de revolución; la distancia entre el eje y la recta se denomina radio.

- Una superficie de revolución cónica es generada por la rotación de una recta alrededor de un eje al cual interseca en un punto, llamado vértice o ápice, de forma que el ángulo bajo el que la generatriz corta al eje es constante; la superficie cónica delimita al volumen denominado cono.

- Una superficie de revolución esférica está generada por la rotación de una semicircunferencia alrededor de su diámetro; ésta encierra al sólido de revolución llamado esfera.

- Una superficie de revolución toroidal está generada por la rotación de una circunferencia alrededor de un eje que no la interseca en ningún punto; esta superficie se denomina toro.

## Aplicaciones
La utilización de superficies de revolución es esencial en diversos campos de la física y la ingeniería, así como en el diseño, cuando se dibujan objetos digitalmente, sus superficies pueden ser calculadas de este modo sin necesidad de medir la longitud o el radio del objeto.
La alfarería, y el torneado industrial, moldean y modelan volúmenes con variadas superficies de revolución de gran utilidad y uso cotidiano.

## Área de una superficie de revolución
Si la curva está definida por las funciones {\displaystyle x(t)} y {\displaystyle y(t)}, perteneciendo {\displaystyle t} a un intervalo {\displaystyle [a,b]} y siendo el eje de revolución el eje coordenado {\displaystyle Y}, el área {\displaystyle A} estará dada, entonces, por la integral

{\displaystyle A_{y}=2\pi \int _{a}^{b}x(t)\ {\sqrt {\left({{\text{d}}x \over {\text{d}}t}\right)^{2}+\left({{\text{d}}y \over {\text{d}}t}\right)^{2}}}\,{\text{d}}t}

siendo {\displaystyle x(t)} siempre positiva. Esta ecuación es equivalente al Teorema del centroide de Pappus. Asimismo, la cantidad

{\displaystyle {\text{d}}s={\sqrt {\left({{\text{d}}x \over {\text{d}}t}\right)^{2}+\left({{\text{d}}y \over {\text{d}}t}\right)^{2}}}}

se deriva del teorema de Pitágoras y representa un segmento diferencial del arco de la curva, como en la ecuación de la longitud de arco. La cantidad {\displaystyle 2\pi x(t)} es el camino descrito por el centroide de dicho segmento girando alrededor del eje de revolución.
Asimismo, cuando el eje de rotación es el eje x y siempre que y(t) nunca sea negativo, el área viene dada por

{\displaystyle A_{x}=2\pi \int _{a}^{b}y(t)\,{\sqrt {\left({dx \over dt}\right)^{2}+\left({dy \over dt}\right)^{2}}}\,dt.}

Si la curva está definida por la función {\displaystyle y=f(x)}, la integral se transforma en

{\displaystyle A_{x}=2\pi \int _{a}^{b}y\,{\sqrt {1+\left({\frac {{\text{d}}y}{{\text{d}}x}}\right)^{2}}}\,{\text{d}}x=2\pi \int _{a}^{b}f(x){\sqrt {1+{\big (}f'(x){\big )}^{2}}}\,dx\qquad a\leq x\leq b}

para una curva que gira alrededor del eje "x" de las abscisas, y

{\displaystyle A_{y}=2\pi \int _{a}^{b}x\,{\sqrt {1+\left({\frac {{\text{d}}y}{{\text{d}}x}}\right)^{2}}}\,{\text{d}}x\qquad a\geq 0}

para una curva definida por la función {\displaystyle y=f(x)} que gira alrededor del eje "y" de las ordenadas.

Como ejemplo, la esfera, con un radio unitario, está generada por la curva {\displaystyle x(t)=cos(t)} y {\displaystyle y(t)=sen(t)} cuando {\displaystyle t} toma valores en el intervalo {\displaystyle [0,\pi ]}. Su área, por tanto, será

{\displaystyle A=2\pi \int _{0}^{\pi }\sin(t){\sqrt {\left(\cos(t)\right)^{2}+\left(\sin(t)\right)^{2}}}\,{\text{d}}t=2\pi \int _{0}^{\pi }\sin(t)\,{\text{d}}t=4\pi }

## Geometría diferencial de superficies de revolución
Una superficie de revolución puede ser parametrizada mediante una coordenada a lo largo de su generatriz u y una coordenada angular v de tal manera que:

{\displaystyle \mathbf {x} (u,v)=(a(u)\cos v,a(u)\sin v,b(u))\quad {\mbox{con}}\ v\in [0,2\pi )}

Las curvas con u = constante, son círculos llamados paralelos, mientras que las líneas con v = constante, llamados meridianos son líneas geodésicas de longitud y curvatura mínimas. Además los coeficientes de la primera forma fundamental o tensor métrico de una superficie resultan ser:

{\displaystyle I_{p}\equiv {\begin{pmatrix}E&F\\F&G\end{pmatrix}}={\begin{pmatrix}a_{u}^{2}(u)+b_{u}^{2}(u)&0\\0&a^{2}(u)\end{pmatrix}}}

Por lo que la métrica es diagonal. En cuanto a la segunda forma fundamental relacionada con la curvatura de la superficie también toma una forma particularmente simple:

{\displaystyle II_{p}\equiv {\begin{pmatrix}e&f\\f&g\end{pmatrix}}={\begin{pmatrix}{\frac {a_{u}b_{uu}-a_{uu}b_{u}}{\sqrt {E}}}&0\\0&{\frac {ab_{u}}{\sqrt {E}}}\end{pmatrix}}}